# Isosaari (ö i Finland, Mellersta Finland, Keuruu, lat 62,42, long 24,50)
Isosaari är en ö i Finland. Den ligger i sjön Iso Kivijärvi och i kommunen Keuru i den ekonomiska regionen  Keuru ekonomiska region  och landskapet Mellersta Finland, i den centrala delen av landet, 250 km norr om huvudstaden Helsingfors. Öns area är 1,8 hektar och dess största längd är 200 meter i öst-västlig riktning.